# Mary Onyaliová
Mary Onyali-Omagbemi (* 3. února 1968 Gongola) je bývalá nigerijská sprinterka. Připravovala se v USA na Texas Southern University.
Je první nigerijskou sportovkyní, která startovala na pěti olympijských hrách. Získala bronzovou medaili ve štafetě na 4 × 100 metrů na LOH 1992 a v běhu na 200 metrů v roce 1996. Na Afrických hrách vyhrála závod na 100 m v letech 1991, 1995 a 2003 a na 200 m v letech 1987, 1995 a 2003. Na Hrách Commonwealthu vyhrála v roce 1994 závod na 100 metrů.
Její osobní rekordy byly 10,97 s na 100 metrů, 22,07 s na 200 metrů a 54,21 s na 400 metrů. Čas 22,07 s byl v roce 1996 nejlepším výkonem roku na ženské dvoustovce.
Jejím manželem je bývalý atlet Victor Omagbemi.